# صناعة الكبتاغون السورية
تُعَد صناعة الكبتاجون السورية مسؤولة عن حوالي 80% من الإنتاج العالمي لمخدر الكبتاجون. تصدر سوريا المخدر إلى دول مختلفة، وخاصة في منطقة الشرق الأوسط، بما في ذلك الأردن والعراق والمملكة العربية السعودية ودول الخليج ومصر. كان تصدير المخدرات أحد المصادر الرئيسية للدخل لحكومة بشار الأسد، مما ساعدها في دعم الاقتصاد خلال الحرب الأهلية السورية.
وفقًا لتقديرات عام 2023، يتم إنتاج حوالي 80% من الكبتاجون في سوريا وتصديره من ميناء اللاذقية بمساعدة الحكومة السورية تحت قيادة ماهر الأسد. تشير التقديرات إلى أن سوق تجارة الكبتاجون تتراوح من 5.7 مليار دولار إلى 57 مليار دولار. على مر السنين، تم تهريب مئات الملايين من حبوب الكبتاجون إلى الأردن والعراق والمملكة العربية السعودية ودول الخليج. أحد طرق التهريب الرئيسية هو عبر محافظة الأنبار، التي تحد سوريا والأردن والمملكة العربية السعودية. في عام 2021، تم ضبط أكثر من 250 مليون حبة كبتاجون في جميع أنحاء العالم، أي أكثر بـ 18 مرة من عدد الحبوب المضبوطة في عام 2017. بالإضافة إلى ذلك، وفقًا للجزيرة، في عام 2022، ضبطت الأردن 65 مليون حبة كبتاجون في سوريا في طريقها إلى أراضيها. في عام 2015، أفاد أمين اللجنة الوطنية لمكافحة المخدرات في المملكة العربية السعودية أن غالبية مستهلكي الكبتاجون تتراوح أعمارهم بين 12 و22 عامًا.
بعد سقوط نظام الأسد، أمرت الحكومة الانتقالية السورية الجديدة بوقف تجارة المخدرات؛ حيث ورد أن تدفق المخدرات انخفض بنسبة 90% على الأقل قبل وقت قصير من الإطاحة بالأسد.

## الخلفية
خلال الحرب الأهلية السورية، كثف نظام الأسد الإنتاج الضخم للمخدرات داخل سوريا، بما في ذلك الفينثيلين، الذي يُشار إليه عادةً باسم «الكابتن كوريدج» من قبل الضباط الذين وزعوه على قواتهم. منذ عام 2006 على الأقل، كانت سوريا منتجًا مهمًا للفينثيلين، مع مصادرة عدة شحنات —تحتوي كل منها على ملايين الحبوب أو أطنان الأمفيتامينات— في بلدان مختلفة.

## التصدير
وقعت إحدى أكبر عمليات ضبط المخدرات في ميناء باليرمو في يوليو 2020، عندما صادرت الشرطة الإيطالية أكثر من 84 مليون قرص كابتوجين بقيمة مليار دولار، تم شحنها من ميناء اللاذقية السوري، مما أدى إلى احتجاج دولي. ارتبطت القضية بمافيا كامورا، وهي نقابة إجرامية مقرها نابولي.
ذكرت صحيفة نيويورك تايمز في ديسمبر 2021 أن الفرقة المدرعة الرابعة بقيادة ماهر الأسد تشرف على الكثير من إنتاج وتوزيع الكبتاجون، من بين المخدرات الأخرى، مما يعزز مكانة سوريا كدولة مخدرات على البحر الأبيض المتوسط. تسيطر الوحدة على مرافق التصنيع ومصانع التعبئة وشبكات التهريب في جميع أنحاء سوريا (التي بدأت أيضًا في نقل الميثامفيتامين الكريستالي). يوفر مكتب أمن الفرقة، برئاسة اللواء غسان بلال، الحماية للمصانع وعلى طول طرق التهريب إلى مدينة اللاذقية الساحلية والمعابر الحدودية مع الأردن ولبنان. كما تدعم صناعة الكبتاجون جماعة حزب الله الشيعية الأصولية المدعومة من إيران. بشكل عام، تم ضبط صادرات كبتاجون بقيمة 5.7 مليار دولار من سوريا في جميع أنحاء العالم في عام 2021. تعد جنوب أوروبا وشمال إفريقيا وتركيا ودول الخليج الوجهات الرئيسية لصادرات المخدرات السورية. ويقدر ضباط الشرطة وخبراء الأمن أن كمية الكبتاجون المضبوطة لا تشكل سوى حوالي 5-10% من إجمالي الصادرات القادمة من سوريا في عام 2021، مما يشير إلى وجود صناعة مخدرات مزدهرة تبلغ قيمتها 57 مليار دولار على الأقل، وهو مبلغ أكبر بعشر مرات من الميزانية السنوية للنظام.
في يناير 2022، قتل الجيش الأردني 27 مهربا للمخدرات حاولوا التسلل عبر الحدود السورية. كما تم ضبط 17 ألف علبة حشيش و17 مليون حبة كبتاجون خلال الربع الأول من عام 2022، وهو رقم أعلى بكثير من الرقم المسجل خلال عام 2021 بأكمله. وكشفت مصادر من الجيش الأردني أن تجارة المخدرات تمولها شبكة ممولة جيدًا من الميليشيات المسلحة. في مايو 2022، اتهمت الحكومة الأردنية إيران بشن «حرب مخدرات» ضد البلاد، من خلال ميليشياتها التابعة للخميني المتمركزة في المناطق الجنوبية من سوريا. ووصف مسؤولون في الجيش الأردني ارتفاع تهريب المخدرات بأنه جزء من «حرب غير معلنة» تشن لتقويض «العائلات والأخلاق والقيم».
في مارس 2022، ألقت حكومة الإنقاذ السورية القبض على تاجر المخدرات الدولي برونو كاربوني، زعيم عصابة كامورا، وتم تسليمه إلى إيطاليا بحلول نوفمبر.
في مايو 2023، شنت القوات الجوية الأردنية أولى غاراتها الجوية على الإطلاق مستهدفة مبنى في قرية شعيب بمحافظة السويداء، مما أسفر عن مقتل مرعي الرمثان، أحد كبار تجار المخدرات في البلاد والذي نسق عمليات تهريب الكبتاجون. ضربت جولة أخرى من الغارات الجوية مصنعًا رئيسيًا للمخدرات في محافظة درعا. في يونيو 2024، أحبطت الأردن محاولتي تهريب، وضبطت ما مجموعه 9.5 مليون حبة كبتاجون، بما في ذلك 3.1 مليون حبة تم اعتراضها عند معبر العمري الحدودي مع المملكة العربية السعودية، بينما تم ضبط 1.5 مليون حبة إضافية و143 كجم من الحشيش في مدينة الرمثا الشمالية على الحدود السورية.
وفي مايو 2023، انعقدت قمة في جدة توصلت فيها جامعة الدول العربية إلى اتفاق بشأن التطبيع مع سوريا ورفع الحظر عنها إثر الحرب الأهلية في سوريا، مقابل وقف تهريب الكبتاجون منها إلى دول أخرى في المنطقة، وهو ما يؤدي إلى زيادة استهلاك المخدرات بين الشباب، مما يؤدي بدوره إلى أضرار جسيمة.
في يناير 2024، سمحت سوريا للأردن بمهاجمة مهربي المخدرات داخل أراضيها عدة مرات، والذين كانوا يهربون المخدرات إلى الأردن. وتركزت الهجمات بشكل رئيسي على محافظة السويداء في جنوب غرب سوريا. وفي بعض الحالات، قُتل مدنيون في الهجمات، مما أثار انتقادات محلية للحكومة لعدم بذلها ما يكفي من الجهود لوقف ظاهرة التهريب وإجبار الأردن على اتخاذ إجراء عسكري هناك.

## نتائج ما بعد نظام الأسد
وبعد سقوط النظام في ديسمبر من ذلك العام، عُثر على مصانع الكبتاجون في مناطق مختلفة في جميع أنحاء سوريا، وخاصة في المناطق التي يسيطر عليها نظام الأسد، بما في ذلك مناطق مثل مطار المزة ودوما والديماس ويعفور، على طول الحدود مع لبنان. ويقال إن بعض هذه المنشآت تديرها ميليشيات ووحدات عسكرية تابعة للنظام. وفي وقت لاحق، أحرقت الحكومة الانتقالية السورية مليون حبة كبتاغون اكتُشفت في مجمع أمني كان خاضعًا لسيطرة قوات الأسد سابقًا في منطقة كفر سوسة بالعاصمة.